# Aukusti Sihvola
Aukusti Sihvola (ur. 7 marca 1895, zm. 18 czerwca 1947) – fiński zapaśnik. Srebrny medalista olimpijski z Amsterdamu 1928, w wadze ciężkiej, w stylu wolnym.
Wicemistrz kraju w stylu klasycznym w 1928, 1931; trzeci w 1927 i 1930. Pierwszy w stylu wolnym w 1927, 1928, 1929, 1930, 1931 i 1934 roku. 

## Letnie Igrzyska Olimpijskie 1928
| Konkurencja        | Rundy eliminacyjne      | Runda o srebrny medal | Runda o srebrny medal | Klas. końcowa |
| Konkurencja        | 1/4                     | Przeciwnik I          | Przeciwnik II         | Miejsce       |
| ------------------ | ----------------------- | --------------------- | --------------------- | ------------- |
| +87 kg styl wolny. | Johan Richthoff (SWE) P | Ed Don George (USA) Z | Edmond Dame (FRA) Z   | 2.            |